# Taenaris falcata
Taenaris falcata är en fjärilsart som beskrevs av Otto Staudinger. Taenaris falcata ingår i släktet Taenaris och familjen praktfjärilar. Inga underarter finns listade i Catalogue of Life.